# Ukrajina na letních olympijských hrách
Ukrajina na letních olympijských hrách startuje od roku 1996. Toto je přehled účastí, medailového zisku a vlajkonošů na dané sportovní události.

## Účast na Letních olympijských hrách
| Dějiště LOH            | LOH      | Vlajkonoš                                           | Zlatá medaile | Stříbrná medaile | Bronzová medaile | Celkem |
| ---------------------- | -------- | --------------------------------------------------- | ------------- | ---------------- | ---------------- | ------ |
| 1996 Atlanta           | LOH 1996 | Sergej Bubka                                        | 9             | 2                | 12               | 23     |
| 2000 Sydney            | LOH 2000 | Yevhen Braslavets                                   | 3             | 10               | 10               | 23     |
| 2004 Athény            | LOH 2004 | Denys Sylantiev                                     | 8             | 5                | 9                | 23     |
| 2008 Peking            | LOH 2008 | Jana Kločkovová                                     | 7             | 4                | 11               | 22     |
| 2012 Londýn            | LOH 2012 | Roman Honťuk                                        | 5             | 4                | 10               | 19     |
| 2016 Rio de Janeiro    | LOH 2016 | Mykola Milčev (zahájení) Olha Charlanová (ukončení) | 2             | 5                | 4                | 11     |
| 2020 Tokio             | LOH 2020 | Olena Kostevyčová Bohdan Nikišyn                    | 1             | 6                | 12               | 19     |
| 2024 Paříž             | LOH 2024 | Mychailo Romančuk Elina Svitolinová                 | 3             | 5                | 4                | 12     |
| Celkem                 | 8        |                                                     | 38            | 41               | 72               | 151    |
| Zdroj na Olympedia.org |          |                                                     |               |                  |                  |        |